# Microrégion de Rosário

Localisation de la microrégion de Rosário

La microrégion de Rosário est l'une des six microrégions qui subdivisent le nord de l'État du Maranhão au Brésil.
Elle comporte 8 municipalités qui regroupaient 140 697 habitants en 2006 pour une superficie totale de 6 602 km2.

## Municipalités[1]
- Axixá
- Bacabeira
- Cachoeira Grande
- Icatu
- Morros
- Presidente Juscelino
- Rosário
- Santa Rita